# Ławica Nowofundlandzka
Ławica Nowofundlandzka – region płytkich i bogatych w rybostan wód Oceanu Atlantyckiego znajdującego się u wybrzeży Nowej Fundlandii.
Płytkie wody regionu zajmują obszar prawie 360 tys. km²; średnia głębokość waha się w okolicach 80 metrów, a w płytkich miejscach to zaledwie 4 metry głębokości.
Na terenie Ławicy Nowofundlandzkiej spotykają się ciepłe wody Prądu Zatokowego i zimne wody Prądu Labradorskiego. Region ten znany jest z trudnych warunków żeglugowych, utrudniają m.in. góry lodowe, częste sztormy, oraz mgły. Pomimo niespokojnych wód terytorialnych ta okolica słynie z bogatych zasobów ryb dzięki planktonowi i osadom znajdujących się w płytkich wodach przybrzeżnych, dominujące gatunki to dorsz i śledź. Ławica Nowofundlandzka to nie tylko obszar ożywionego rybołówstwa, ale też główny szlak żeglugi z Europy do wschodnich portów USA i Kanady.